# Halowe Mistrzostwa Europy w Lekkoatletyce 1988 – bieg na 400 m kobiet
Bieg na 400 metrów kobiet – jedna z konkurencji biegowych rozgrywanych podczas halowych lekkoatletycznych mistrzostw Europy w  hali Sport Csárnok w Budapeszcie. Eliminacje i półfinały zostały rozegrane 5 marca, a bieg finałowy 6 marca 1988. Zwyciężyła reprezentantka Niemieckiej Republiki Demokratycznej Petra Müller. Tytułu zdobytego na poprzednich mistrzostwach nie broniła Marija Pinigina ze Związku Radzieckiego.

## Rezultaty

### Eliminacje
Rozegrano 3 biegi eliminacyjne, do których przystąpiło 15 biegaczek. Awans do półfinałów dawało zajęcie jednego z pierwszych dwóch miejsc w swoim biegu (Q). Skład półfinałów uzupełniło sześć zawodniczek z najlepszym czasem wśród przegranych (q).
Opracowano na podstawie materiału źródłowego.
Bieg 1
| Miejsce | Zawodniczka     | Czas  | Uwagi |
| ------- | --------------- | ----- | ----- |
| 1       | Gisela Kinzel   | 52,49 | Q     |
| 2       | Marina Szmonina | 52,51 | Q     |
| 3       | Dagmar Neubauer | 52,44 | q     |
| 4       | Judit Forgács   | 53,01 | q     |
| 4       | Esther Lahoz    | 53,66 |       |

Bieg 2
| Miejsce | Zawodniczka      | Czas  | Uwagi |
| ------- | ---------------- | ----- | ----- |
| 1       | Rosica Stamenowa | 52,68 | Q     |
| 2       | Helga Arendt     | 52,79 | Q     |
| 3       | Erzsébet Szabó   | 52,81 | q     |
| 4       | Alena Paříková   | 52,87 | q     |
| 5       | Cristina Pérez   | 53,09 | q     |

Bieg 3
| Miejsce | Zawodniczka       | Czas  | Uwagi |
| ------- | ----------------- | ----- | ----- |
| 1       | Petra Müller      | 53,42 | Q     |
| 2       | Sally Gunnell     | 53,59 | Q     |
| 3       | Fabienne Ficher   | 53,95 | q     |
| 4       | Christina Sussiek | 54,19 |       |
| 5       | Noémi Bátori      | 54,58 |       |

### Półfinały
Rozegrano 2 biegi półfinałowe, w których wystartowało 12 biegaczek. Awans do finału dawało zajęcie jednego z trzech pierwszych miejsc w swoim biegu (Q).
Opracowano na podstawie materiału źródłowego.
Bieg 1
| Miejsce | Zawodniczka      | Czas  | Uwagi |
| ------- | ---------------- | ----- | ----- |
| 1       | Petra Müller     | 51,40 | Q     |
| 2       | Rosica Stamenowa | 52,12 | Q     |
| 3       | Gisela Kinzel    | 52,33 | Q     |
| 4       | Erzsébet Szabó   | 52,47 |       |
| 5       | Fabienne Ficher  | 53,17 |       |
| 6       | Alena Paříková   | 53,22 |       |

Bieg 2
| Miejsce | Zawodniczka     | Czas  | Uwagi |
| ------- | --------------- | ----- | ----- |
| 1       | Helga Arendt    | 51,79 | Q     |
| 2       | Dagmar Neubauer | 51,95 | Q     |
| 3       | Sally Gunnell   | 52,22 | Q     |
| 4       | Marina Szmonina | 52,48 |       |
| 5       | Cristina Pérez  | 53,01 |       |
| 6       | Judit Forgács   | 53,16 |       |

### Finał
Opracowano na podstawie materiału źródłowego.
| Miejsce | Zawodniczka      | Czas  |
| ------- | ---------------- | ----- |
| 1       | Petra Müller     | 50,28 |
| 2       | Helga Arendt     | 51,06 |
| 3       | Dagmar Neubauer  | 51,57 |
| 4       | Sally Gunnell    | 51,77 |
| 5       | Gisela Kinzel    | 52,46 |
| 6       | Rosica Stamenowa | 53,89 |